# Japan Boardgame Prize
Der Japan Boardgame Prize ist ein seit 2002 von der japanischen Zeitschrift U-more vergebener Spielepreis. Der Preis wurde bis 2007 in vier Kategorien vergeben. Dabei galten folgende Kriterien:
- Bestes ausländisches Spiel für Anfänger:

Spiel mit relativ einfachen Spielregeln, dass auch von Spielern ohne Spielerfahrung leicht erlernt und gespielt werden kann. Publiziert hauptsächlich zwischen Oktober des Vorjahres und September des jeweiligen Jahres und in Japan erhältlich.
- Bestes Spiel für Fortgeschrittene:

Spiel mit anspruchsvolleren Regeln, das vorwiegend für erfahrene Spieler gedacht ist. Publiziert hauptsächlich zwischen Oktober des Vorjahres und September des jeweiligen Jahres und in Japan erhältlich.
- Bestes Kinderspiel:

Illustrationen und Komponenten des Spiels sind für Kinder ausgelegt, es ist für Kinder unter 9 Jahren leicht zu spielen und bringt auch den Eltern Spielspaß. Publiziert hauptsächlich zwischen Oktober des Vorjahres und September des jeweiligen Jahres und in Japan erhältlich.
- Bestes japanisches Spiel:

Publiziert im entsprechenden Jahr in japanischer Verpackung und verkauft in Japan. Die Spiele müssen nicht von japanischen Autoren stammen.
In jeder Kategorie konnten drei Spiele gewählt werden. Die Abstimmung erfolgte per Internet oder Stimmkarte, die an 30 Spielkreise, Fachgeschäfte und die 150 Mitglieder von U-more verschickt wurden.
2008 wurden die vier Kategorien zusammengefasst und es gab keine Nominierungen mehr. Wer an der Abstimmung teilnahm, konnte aus einer Liste von 154 Spielen, die zwischen Oktober 2007 und September 2008 in Japan verkauft wurden, bis zu fünf Titel wählen, denen 1 bis 5 Punkte zugeordnet wurden. 2009 wurde erstmals der U-More Award an Spiele für Anfänger und Familien durch eine Jury vergeben. 2010 genügte in dieser Kategorie keins der nominierten Spiele den Ansprüchen.

## 2021
- U-more Award - Game of the Year
  - COVID-19-bedingt nicht vergeben
- Voters’ Selection - Es konnten 5 Spiele aus einer Lists von 291 Spielen gewählt werden. 139 Spieler (aus 28 Präfekturen) nahmen an der Abstimmung teil.
  - 1. Platz: Lost Ruins of Arnak (Japanese edition) (Japanese edition) (Elwen, Mín)
  - 2. Platz: Canvas (Japanese edition) (Jeff Chin, Andrew Nerger / Engames)
  - 0000000 MicroMacro: Crime City (Japanese edition) (Johannes Sich / Hobby Japan)
  - 4. Platz: Spirit Island (Japanese edition) (R.Eric Reuss / Engames)
  - 5. Platz: Furnace (Japanese edition) (Ivan Lashin / JELLY JELLY GAMES)
  - 6. Platz: Hengao Match (Yonemitsu Kazunari / DAISO PUBLISHING)
  - 7. Platz: Project L (Michal Mikeš, Jan Soukal, Adam Španěl / Boardcubator s.r.o.)
  - 8. Platz: Cartographers: A Roll Player Tale (Japanese edition) (Jordy Adan / Arclight Games)
  - 9. Platz: 57577 Go-Shichi-Go-Shichi-Shich (Amano Kei / Gentosha Education)
  - 10. Platz: So Clover! (Japanese edition) (François Romain / Hobby Japan)

## 2020
- U-more Award - Game of the Year
  - COVID-19-bedingt nicht vergeben
- Voters’ Selection - Es konnten 5 Spiele aus einer Lists von 265 Spielen gewählt werden. 236 Spieler (aus 36  Präfekturen) nahmen an der Abstimmung teil.
  - 1. Platz: It’s a Wonderful World (Japanese edition) (Japanese edition) (Frédéric Guérard / Engames)
  - 2. Platz: Just One (Japanese edition) (Ludovic Roudy, Bruno Sautter / Arclight Games)
  - 3. Platz: The Crew: Quest for Planet Nine (Japanese edition) (Thomas Sing / GP inc.)
  - 4. Platz: Tenka Meidou (Rumble Nation) (Yogi Shinichi / Hobby Japan)
  - 5. Platz: Gloomhaven (Japanese edition) (Isaac Childres / Arclight Games)
  - 6. Platz:  Pictures (Japanese edition) (Christian Stöhr, Daniela Stöhr / Hobby Japan)
  - 7. Platz: Little Town Builders (Shun&AYA(Studio GG) / Arclight Games)
  - 8. Platz: Wingspan (Japanese edition) (Elizabeth Hargrave / Arclight Games)
  - 9. Platz: Barrage (Japanese edition) (Tommaso Battista, Simone Luciani / Ten days games)
  - 10. Platz: Aeon’s End (Japanese edition) (Kevin Riley / Arclight Games)

## 2019
- U-more Award - Game of the Year
  - L.L.A.M.A. (Japanese edition)(Reiner Knizia /  AMIGO Spiel, Mobius Games & elf)
  - Nominierte Spiele:
    - Karate Tomate (Reiner Knizia / AMIGO Spiel, Mobius Games)
    - Slide Quest (Japanese edition)(Nicolas Bourgoin, Jean-François Rochas / Ten days games)
- Voters’ Selection - Es konnten 5 Spiele aus einer Lists von 333 Spielen gewählt werden. 127 Spieler (aus 27  Präfekturen) nahmen an der Abstimmung teil.
  - 1. Platz: L.L.A.M.A. (Japanese edition)(Reiner Knizia /  AMIGO Spiel, Mobius Games & elf)
  - 2. Platz: Res Arcana (Japanese edition)(Thomas Lehmann / Ten days games)
  - 3. Platz: Clank!: A Deck-Building Adventure (Japanese edition)(Paul Dennen / Arclight Games)
  - 4. Platz: Guess Club (Japanese edition) (Sky Huang / cosaic)
  - 5. Platz: Bob Jiten (Kazuna* / TUKAPON, Kleeblatt)
  - 6. Platz: Newton (Japanese edition) (Simone Luciani, Nestore Mangone / Ten days games)
  - 7. Platz: Blöde Kuh ...keiner will sie haben! (Florian Racky / Drei Hasen in der Abendsonne, Kleeblatt)
  - 8. Platz: Qui Paire Gagne (Japanese edition) (Stephen Glenn / SUGOROKUYA)
  - 9. Platz: Natsumemo (Miyano Kaya / cosaic)
  - 10. Platz: The Mind (Japanese edition)  (Wolfgang Warsch / Arclight Games)

## 2018
- U-more Award - Game of the Year
  - Codenames (Japanese edition)(Vlaada Chvátil / Hobby Japan)
  - Nominierte Spiele:
    - Einhorn Glitzerglück : Eine Party für Rosalie (Kristin Mückel / HABA / Brother Jordan)
    - Hitotoiro – Match Me!: What color is this? (Ohtani Tadashi / COLON ARC)
- Voters’ Selection - Es konnten 5 Spiele aus einer Lists von 345 Spielen gewählt werden. 241 Spieler (aus 39 Präfekturen) nahmen an der Abstimmung teil.
  - 1. Platz: Terraforming Mars (Japanese edition)(Jacob Fryxelius[1]/  Arclight Games)
  - 2. Platz: Azul (Japanese edition)(Michael Kiesling / Hobby Japan)
  - 3. Platz: Scythe (Japanese edition)(Jamey Stegmaier / Arclight Games)
  - 4. Platz: Die Quacksalber von Quedlinburg (Wolfgang Warsch / Arclight Games)
  - 5. Platz: Hitotoiro – Match Me!: What color is this? (Ohtani Tadashi / COLON ARC)
  - 6. Platz: Gaia Project (Japanese edition) (Jens Drögemüller, Helge Ostertag / Ten days games)
  - 7. Platz: Time Bomb (Satou Yusuke / Arclight Games)
  - 8. Platz: TOKYO SIDEKICK (Emi Yusuke / LITTLE FUTURE)
  - 9. Platz: Word Sniper (Ogawa Masahiro / Rigoler)
  - 10. Platz: Shadow Raiders (Japanese edition) (Ikeda Yasutaka / GroupSNE)

## 2017
- U-more Award - Game of the Year
  - Kingdomino (Japanese edition)(Bruno Cathala / Ten days games)
  - Nominierte Spiele:
    - Icecool (Japanese edition)(Brian Gomez / Hobby Japan)
    - Go Go Gelato! (Japanese edition)(Roberto Fraga / Ten days games)
- Voters’ Selection - Es konnten 5 Spiele aus einer Lists von 330 Spielen gewählt werden. 203 Spieler (aus 39 Präfekturen) nahmen an der Abstimmung teil.
  - 1. Platz: Kingdomino (Japanese edition)(Bruno Cathala / Ten days games)
  - 2. Platz: Century: Spice Road (Japanese edition)(Emerson Matsuuchi / Arclight Games)
  - 3. Platz: T.I.M.E Stories (Japanese edition)(Manuel Rozoy / Hobby Japan)
  - 4. Platz: Wettlauf nach El Dorado (Reiner Knizia / Ravensburger dist.by Mobius Games)
  - 5. Platz: Icecool (Japanese edition)(Brian Gomez / Hobby Japan)
  - 6. Platz: Completto (Japanese edition) (Heinz Meister / Mobius Games)
  - 7. Platz: Viticulture: Essential Edition (Japanese edition) (Morten Monrad Pedersen, Jamey Stegmaier, Alan Stone / Arclight Games)
  - 8. Platz: Great Western Trail (Japanese edition) (Alexander Pfister / Arclight Games)
  - 9. Platz: Unlock! (Japanese edition) (Cyril Demaegd / Hobby Japan)
  - 10. Platz: EXIT: Das Spiel Die verlassene Hütte (Japanese edition) (Inka Brand, Markus Brand / GroupSNE)

## 2016
- U-more Award - Game of the Year
  - Karuba (Rüdiger Dorn / HABA dist.by SUGOROKUYA)
  - Nominierte Spiele:
    - Dr.Eureka (Roberto Fraga / Blue Orange Games dist.by Ten days games)
    - Completto (Heinz Meister / Schmidt Spiele dist.by Mobius Games)

  - Voters’ Selection - Es konnten 5 Spiele aus einer Lists von 284 Spielen gewählt werden. 254 Spieler (aus 37 Präfekturen) nahmen an der Abstimmung teil.
    - 1. Platz: Codenames (Japanese edition) (Vlaada Chvátil / Hobby Japan)
    - 2. Platz: Completto (Heinz Meister / Schmidt Spiele dist.by Mobius Games)
    - 3. Platz: Pandemic Legacy: Season 1 (Japanese edition) (Matt Leacock, Rob Daviau / Hobby Japan)
    - 4. Platz: 7 Wonders: Duel (Antoine Bauza, Bruno Cathala / REPOS Production dist.by Hobby Japan)
    - 5. Platz: Auf den Spuren von Marco Polo (Japanese edition) (Simone Luciani, Daniele Tascini / Arclight Games)
    - 6. Platz: Wie ich die Welt sehe … (Japanese edition) (Urs Hostettler / Ten days games)
    - 7. Platz: Food Chain Magnate (Japanese edition) (Jeroen Doumen, Joris Wiersinga / New Games Order LLC)
    - 8. Platz: Isle of Skye: From Chieftain to King (Andreas Pelikan, Alexander Pfister / Mayfair Games dist.by GP Inc.)
    - 9. Platz: Insider (Jun Sasaki / Oink Games)
    - 10. Platz: Through the Ages: A New Story of Civilization (Japanese edition) (Vlaada Chvátil / New Games Order LLC)

## 2015
- U-more Award - Game of the Year
  - Mahé (Japanese edition) (Alex Randolph / Mobius Games)
  - Nominierte Spiele:
    - Pinguin-Party (Japanese edition) (Reiner Knizia / New Games Order LLC / Yukaina Sakana)
    - Schatz Rabatz (Karin Hetling / Noris dist.by Kleeblatt AG)
    - Loony Quest (Laurent Escoffier, David Franck / Libellud dist.by Hobby Japan)
- Voters’ Selection - Es konnten 5 Spiele aus einer Lists von 217 Spielen gewählt werden. 299 Spieler (aus 42 Präfekturen) nahmen an der Abstimmung teil.
  - 1. Platz: Mysterium (Japanese edition) (Oleksandr Nevskiy, Oleg Sidorenko / Hobby Japan)
  - 2. Platz: Auf den Spuren von Marco Polo (Simone Luciani, Daniele Tascini / Hans im Glück dist.by Mobius Games)
  - 3. Platz: Kare-san-sui (Stone Garden) (Yusuke Mamada / New Games Order LLC)
  - 4. Platz: Kaiteitanken (Deep Sea Adventure) (Jun Sasaki, Gorou Sasaki / Oink Games)
  - 5. Platz: Patchwork (Japanese edition) (Uwe Rosenberg / Hobby Japan)
  - 6. Platz: Pictell (Bodogeimu)
  - 7. Platz: Pinguin-Party (Japanese edition) (Reiner Knizia / New Games Order LLC / Yukaina Sakana)
  - 8. Platz: Caverna (Japanese edition) (Uwe Rosenberg / Hobby Japan)
  - 9. Platz: Coyote (Japanese edition) (Spartaco Albertarelli / New Games Order LLC)
  - 10. Platz: Street Fighter Rivals (Seiji Kanai / QBIST)
  - 10. Platz: Okashinobi (inao78 / alhara-systems)

## 2014
- U-more Award - Game of the Year
  - Speed Cups (Haim Shafir / AMIGO Spiel dist.by Brother Jordan & Mobius Games)
  - Nominierte Spiele:
    - Splendor (Marc André / Space Cowboys dist.by Hobby Japan)
    - Koboldbande (Gina Manola / AMIGO Spiel dist.by Brother Jordan)
- Voters’ Selection - Es konnten 5 Spiele aus einer Lists von 216 Spielen gewählt werden. 313 Spieler (aus 40 Präfekturen) nahmen an der Abstimmung teil.
  - 1. Platz: Splendor (Marc André / Space Cowboys dist.by Hobby Japan)
  - 2. Platz: Recipe (Hopper entertainment)
  - 3. Platz: Abluxxen (Wolfgang Kramer, Michael Kiesling / Ravensburger dist.by Mobius Games)
  - 4. Platz: Concordia (Japanese edition) (Mac Gerdts / New Games Order LLC)
  - 5. Platz: Camel Up (Steffen Bogen / eggertspiele dist.by Hobby Japan)
  - 6. Platz: Hannin ha Odoru (Nabeno Kikaku) [犯人は踊る (鍋野企画)]
  - 7. Platz: Istanbul (Rüdiger Dorn / Pegasus Spiele dist.by Hobby Japan)
  - 8. Platz: Dungeon of Mandom (I Was Game / Oink Games)
  - 9. Platz: Fünf Gurken (2F spiele dist.by Gamestore Banesto)
  - 10. Platz: Russian Railroads (Helmut Ohley,Leonhard Orgley / Hans im Glück dist.by Mobius Games)

## 2013
- U-more Award - Game of the Year
  - Ciao Ciao (Japanese edition) (Alex Randolph / Mobius Games)
  - Nominierte Spiele:
    - Joint Blockers! (Japanese edition) (Kory Heath / Arclight Games)
    - Banana Matcho (Thilo Hutzler / Zoch Verlag dist.by Mobius Games)

- Voters’ Selection - Es konnten 5 Spiele aus einer Lists von 215 Spielen gewählt werden. 217 Spieler (aus 34 Präfekturen) nahmen an der Abstimmung teil.
  - 1. Platz: Tzolk'in: The Mayan Calendar (Simone Luciani, Daniele Tascini / Czech Games Edition dist.by Gamestore Banesto, Hobby Japan)
  - 2. Platz: The Resistance: Avalon (Japanese edition)(Don Eskridge / Hobby Japan)
  - 3. Platz: Terra Mystica (Japanese edition) (Jens Drögemüller, Helge Ostertag / Ten days games)
  - 4. Platz: Die Legenden von Andor (Japanese edition) (Michael Menzel / Arclight Games)
  - 5. Platz: Keyflower (Sebastian Bleasdale, Richard Breese / R&D Games dist.by New Games Order LLC, Hobby Japan)
  - 6. Platz: Village (Japanese edition) (Inka Brand, Markus Brand / Hobby Japan)
  - 7. Platz: Seasons (Japanese edition) (Régis Bonnessée / Hobby Japan)
  - 8. Platz: Telestrations (Japanese edition) (Ten days games)
  - 9. Platz: Sute Sute Marketing (Geimukoubou / Chickin Dice Games)
  - 10. Platz: Sid Meier's Civilization (Japanese edition) (Kevin Wilson / Hobby Japan)
  - 10. Platz: Vegas (Japanese edition) (Rüdiger Dorn / Mobius Games)

## 2012
- U-more Award - Game of the Year
  - KLACK! (Haim Shafir / Amigo)
  - Nominierte Spiele:
    - DOBBLE (Japanische Ausgabe) (Denis Blanchot / Hobby JAPAN)
    - Vegas (Rüdiger Dorn / alea, Ravensburger Mobius Games)

- Voters’ Selection: Es konnten je 5 Spiele aus einer Lists von 235 Spielen gewählt werden. 297 Spieler nahmen an der Abstimmung teil.
  - 1. Platz: Love Letter (Seiji Kanai / KANAI-FACTORY) - 289 Punkte
  - 2. Platz: Vorpals (DaibakushouCurry / I was game) - 215 Punkte
  - 3. Platz: Village (Inka und Markus Brand / Eggertspiele, Hobby Japan) - 175 Punkte
  - 4. Platz: K2 (Japanische Ausgabe) (Adam Kałuża / Ten days games) - 159 Punkte
  - 5. Platz: Vegas (Rüdiger Dorn / alea, Ravensburger, Mobius Games) - 146 Punkte
  - 6. Platz: Machikoro (Masao Suganuma / Grounding)
  - 7. Platz: King of Tokyo (Japanische Ausgabe) (Richard Garfield / Hobby Japan)
  - 8. Platz: Ese Geijutsuka New York e Iku (Jun Sasaki / Oink Games)
  - 9. Platz: Kingdom Builder (Donald X. Vaccarino / Queen Games, Mobius Games)
  - 10. Platz: Mogel Motte (Emely Brand, Lukas Brand / Drei Magier Spiele, Mobius Games)

## 2011
- U-more Award - Game of the Year
  - Pig 10 (Japanische Ausgabe) (Ayelet Pnueli / Möbius Games)
  - Nominierte Spiele:
    - RinglDing (Haim Shafir / Amigo)
    - Incan Gold (Japanische Ausgabe) (Bruno Faidutti, Alan R. Moon / Arclight Games)

- Voters’ Selection: Es konnten je 5 Spiele aus einer Lists von 264 Spielen gewählt werden. 423 Spieler nahmen an der Abstimmung teil.

1. 7 Wonders (Japanische Ausgabe) (Antoine Bauza / Hobby Japan) - 587 Punkte
2. Skull & Roses (Hervé Marly / Lui-même/Hobby Japan) - 397 Punkte
3. The Resistance (Japanische Ausgabe) (Don Eskridge / Hobby Japan) - 229 Punkte
4. K2 (Adam Kałuża / REBEL.pl / Gamestore Banesto & Ten days games) - 184 Punkte
5. Navegado (Mac Gerdts / PD-Verlag / Gamestore Banesto & Ten days games) - 176 Punkte
6. Dixit (Japanische Ausgabe) (Jean-Louis Roubira / Hobby Japan)
7. Yabu no naka (“Hattari”, japanische Ausgabe) (Jun Sasaki / Oink Games)
8. King of Tokyo (Japanische Ausgabe) (Richard Garfield / Hobby Japan)
9. Pig 10 (Japanische Ausgabe) (Ayelet Pnueli / Möbius Games)
10. Quarriors! (Japanische Ausgabe) (Mike Elliott, Eric M. Lang / Arclight Games)

## 2010
1. Cat & Chocolate (Ryo Kawakami / Qvinta Essentia)
2. Funkenschlag (japanische Ausgabe) (Friedemann Friese / Arclight Games)
3. Race for the Galaxy (japanische Ausgabe) (Tom Lehmann / Hobby Japan)
4. Le Havre (japanische Ausgabe) (Uwe Rosenberg / Hobby Japan)
5. Thunderstone (japanische Ausgabe) (Mike Elliott / Arclight Games)
6. GiftTrap (Nick Kellet / Arclight Games)
7. Fresko (Marco Ruskowski, Marcel Süßelbeck / Queen Games, Vertrieb: Möbius Games)
8. Ubongo 3D (Grzegorz Rejchtman / Kosmos Verlag, Vertrieb: Möbius Games)
9. Die Speicherstadt (Stefan Feld / eggertspiele, Vertrieb: Hobby Japan)
10. Barbarossa (Atsuo Yoshizawa / Arclight Games)

- Spiele für Anfänger und Familien:

1. Let's Catch the Lion!
2. Domemo (nominiert)
3. Marrakech (von Dominique Ehrhard, nominiert)
4. Monza (von Jürgen P. K. Grunau, nominiert)

## 2009
1. Dominion (Donald X. Vaccarino / Hans im Glück, Rio Grande Games, Hobby Japan)
2. Pandemic  (Matt Leacock / Hobby Japan)
3. Agricola (Uwe Rosenberg / Hobby Japan)
4. Le Havre (Uwe Rosenberg / Lookout Games)
5. Let's Catch the Lion! (Madoka Kitao / Gentosha Education)
6. Small World (Philippe Keyaerts / Hobby Japan)
7. Dominion – Die Intrige (Donald X. Vaccarino / Hobby Japan)
8. Galaxy Trucker (Vladimir Chvatil / Czech Games Edition)
9. ... aber mit bitte Sahne (Jeffrey D. Allers / Winning Moves)
10. Domemo (Alex Randolph / Gentosha Education)

- Spiele für Anfänger und Familien:

1. Let's Catch the Lion!
2. Domemo (nominiert)
3. Marrakech (von Dominique Ehrhard, deutscher Titel: Suleika) (nominiert)
4. Monza (von Jürgen P. K. Grunau) (nominiert)

## 2008
1. Wie verhext! (A.Pelikan / alea, Ravensburger)
2. Stone Age (Michael Tummelhofer / Hans im Glück, Rio Grande Games)
3. Race for the Galaxy (Tom Lehman / Rio Grande Games)
4. Agricola (Uwe Rosenberg / Lookout Games)
5. Handelsfürsten (Reiner Knizia / Pegasus Spiele)
6. Im Jahr des Drachen (Stefan Feld / alea, Ravensburger)
7. Keltis (Reiner Knizia/Kosmos)
8. I will go home first! (Philippe de Pallieres / Möbius Games)
9. Kakerlakensalat (Jacques Zeimet / Drei Magier)
10. Blokus 3D (Stefan Kögl / Beverly Enterprises) und Patrizier (Michael Schacht / Amigo)

## 2007
- Bestes ausländisches Spiel für Anfänger:

1. Zooloretto (Michael Schacht / Abacusspiele)
2. Jenseits von Theben (Peter Prinz / Queen Games)
3. Burg Appenzell (Bernhard Weber und Jens-Peter Schliemann / Zoch Verlag)
4. Bungee (Haim Shafir / Amigo) und Code Knacker (Reiner Knizia / Ravensburger)
5. Jetzt schlägt's 13! (Rüdiger Dorn / Ravensburger)
6. Pow Wow (Spartaco Albertarelli / Ravensburger)
7. Alles im Eimer (Stefan Dorra/Kosmos) und Die Schatztaucher (Reiner Knizia / Schmidt Spiel)
9. Ubongo BMM (Grzegorz Rejchtman / Kosmos)
10. Walk The Dogs (Alan R. Moon und Aaron Weissblum / SimplyFun)
- Bestes Spiel für Fortgeschrittene:

1. Die Säulen der Erde (Michael Rieneck und Stefan Stadler / Kosmos)
2. Notre Dame (Stefan Feld und Harald Lieske / Alea)
3. Jenseits von Theben (Peter Prinz / Queen Games)
4. Yspahan (Sébastien Pauchon / Ystari Games und HUCH! & friends)
5. Caylus Magna Carta (William Attia / Ystari Games und HUCH! & friends)
6. Imperial (Walther „Mac“ Gerdts / eggertspiele)
7. Wikinger (Michael Kiesling / Hans im Glück)
8. Alchemist (Carlo A. Rossi / AMIGO) und Ticket to Ride USA 1910 (Alan R. Moon / Days of Wonder)
10. Zooloretto (Michael Schacht / Abacusspiele) und Taluva (Marcel-André Casasola Merkle / Hans im Glück)
- Bestes japanisches Spiel:

1. Bursa (Anonymous / Learning Design Association Inc)
2. Goita (Jun Kusaba / Japon Brand)
3. Moji Pittan Cardgame
4. Tenplus
5. Go-nin-kan (Nobuaki Takerube / Japon Brand)
6. ZAi Stock Game und Unsun Carta
8. It's a quiz? und Trick & Treat
- Bestes Kinderspiel:

1. Hüpf Hüpf Hurra! (Heinz Meister / Ravensburger)
2. Burg Appenzell (Bernhard Weber und Jens Peter Schliemann / Zoch)
3. Moji Pittan
4. Make ’n’ Break Extreme (Andrew Lawson und Jack Lawson / Ravensburger)
5. Piraten auf Schatzjagd (Ravensburger)
6. Der schwarze Pirat (Guido Hoffmann / HABA) und Tenplus
8. Rettet den Märchenschatz! (Kai Haferkamp / Selecta)
9. Hoppla-Hopp (Reinhard Staupe / Amigo)

## 2006
- Bestes ausländisches Spiel für Anfänger:

1. HEY! That's my fish! (Günter Cornett und Alvydas Jakeliunas / Phalanx Games)
2. Cloud 9 (Aaron Weissblum / F.X. Schmid)
3. Seeräuber (Stefan Dorra / Queen Games)
4. Chinesische Mauer (Reiner Knizia / Kosmos)
5. Zauberstauber (Heinrich Glumpler / Kosmos)
6. Just 4 Fun (Jürgen P. K. Grunau / Kosmos)
7. Fettnapf in Sicht (Reinhard Staupe/AMIGO)
8. Aquädukt (Bernhard Weber / Schmidt Spiel)
9. Celtica (Wolfgang Kramer und Michael Kiesling / Ravensburger)
10 Pünct (Kris Burm / Don & Co)
- Bestes Spiel für Fortgeschrittene:

1. Thurn und Taxis (Karen und Andreas Seyfarth / Hans im Glück)
2. Caylus (William Attia / Ystari)
3. Hazienda (Wolfgang Kramer / Hans im Glück)
4. Um Ru(h)m und Ehre (Stefan Feld / Alea)
5. Ticket to Ride – Märklin
6. Cleopatra and the Society of Architects (Bruno Cathala und Ludovic Maublanc / Days of Wonder)
7. Blue Moon City (Reiner Knizia / Kosmos)
8. Um Krone und Kragen (Tom Lehmann / AMIGO)
- Bestes japanisches Spiel:

1. Ticket to Ride (Alan R. Moon / Days of Wonder)
2. 6 nimmt! (Wolfgang Kramer / AMIGO)
3. R-ECO (Susumu Kawasaki / Japon Brand) und Shadow Hunters
5. Rune Bound (Martin Wallace und Darrell Hardy / Fantasy Flight Games)
6. Blokus Trigon (Bernard Tavitian / Winning Moves)
7. Happy Dog
8. Warumono 2 (Grapac-Japan)
9. Phantom Rummy (Satoshi Nakamura / Japon Brand)
- Bestes Kinderspiel:

1. Giro Galoppo (Jürgen P. K. Grunau / Selecta)
2. Das kleine Gespenst (Kai Haferkamp / Kosmos)
3. Nacht der Magier (Jens Peter Schliemann und Kirsten Becker / Drei Magier Spiele)
4. Kiki Ricky (Gunter Baars / Ravensburger)
5. Los Mampfos (Rüdiger Dorn und Maja Dorn / Zoch)
6. Doktor Schlüsselbart (Jürgen Then / Zoch)
7. Picco Popolino (Selecta)

## 2005
- Bestes ausländisches Spiel für Anfänger:

1. Diamant (Bruno Faidutti und Alan R. Moon / Schmidt Spiele)
2. Kakerlakenpoker (Jacques Zeimet / Drei Magier Spiele)
3. Niagara (Thomas Liesching / Zoch)
4. Piranha Pedro (Jens-Peter Schliemann / Goldsieber)
5. Heckmeck am Bratwurmeck
6. Ubongo (Grzegorz Rejchtman / Kosmos)
7. Verflixxt! (Wolfgang Kramer und Michael Kiesling / Ravensburger)
8. Wings of War (Andrea Angiolino und Pier Giorgio Paglia / Mad Man's Magic)
9. Fjorde (Franz-Benno Delonge / Hans im Glück)
10. Flix Mix (Bernhard Naegele / Adlung-Spiele)
- Bestes Spiel für Fortgeschrittene:

1. Shadows over Camelot (Serge Laget, Bruno Cathala / Days of Wonder)
2. Ticket to Ride - Europe (Alan R. Moon / Days of Wonder)
3. Louis XIV (Rüdiger Dorn / Alea)
4. Manila (Franz-Benno Delonge / Zoch)
5. Himalaya (Régis Bonnessée / Tilsit Éditions)
6. Jambo (Rüdiger Dorn / Kosmos)
7. Das Zepter von Zavandor (Jens Drögemüller / Lookout Games)
8. Betrayal at House on the Hill (Rob Daviau und Bruce Glassco / Avalon Hill Game Company) und Der Turmbau zu Babel (Reiner Knizia / Hans im Glück)
10. War of the Ring (Marco Maggi, Francesco Nepitello und Roberto di Meglio / Phalanx Games)
11. Oltremare - Merchants of Venice (Emanuele Ornella / Mind the Move)
12. Kreta (Stefan Dorra/Goldsieber) und Im Schatten des Kaisers (Ralf Burkert / Hans im Glück)
14. Boomtown (Bruno Faidutti und Bruno Cathala / Face to Face Game Co)
15. Australia (Wolfgang Kramer und Michael Kiesling / Ravensburger)
16. Ys (Cyril Demaegd / Ystari Games und HUCH! & friends)
- Bestes japanisches Spiel:

1. Q-Jet (W. Riedesser / Möbius Games)
2. Simpei
3. Blokus Duo (Bernard Tavitian / Winning Moves)
4. Fairy Tale (Satoshi Nakamura / Yuhodo Inc.)
5. Fluxx (Andrew Looney / AMIGO)
6. Potato de cho!
7. Trinka
- Bestes Kinderspiel:

1. Mago Magino (Reiner Knizia / Selecta Spielzeug)
2. Buddel Company (Gunter Baars / Ravensburger)
3. Pick a Dilly (Hartmut Kommerell / Abacus Spiele)
4. Snorta (Chris Childs und Tony Richardson / AMIGO)
5. Tier auf Tier (Klaus Miltenberger / HABA)
6. Labyrinth - Die Schatzjagd (Gunter Baars / Ravensburger), Gute Freunde (Alex Randolph / Drei Magier Spiele)
8. Daddy Cool (Heinz Meister / HUCH! & friends)

## 2004
- Bestes ausländisches Spiel für Anfänger:

1. Einfach Genial (Reiner Knizia/Kosmos)
2. Coyote (Spartaco Albertarelli / Kidultgame)
3. Viva il Re! (Stefano Luperto / daVinci Editrice S.r.l.)
4. Fab Fib (Spartaco Albertarelli / Kidultgame)
5. Saboteur (Frédéric Moyersoen / AMIGO)
6. Iglu Pop (Klaus Zoch und Heinz Meister / Zoch)
7. Marco Polo (Reiner Knizia / Ravensburger)
8. Yinsh (Kris Burm/Don & Co)
- Bestes Spiel für Fortgeschrittene:

1. Ticket to Ride (Alan R. Moon / Days of Wonder)
2. Sankt Petersburg (Michael Tummelhofer / Hans im Glück)
3. Modern Art (Reiner Knizia / Hans im Glück)
4. Goa (Rüdiger Dorn/Hans im Glück) und Maharaja (Wolfgang Kramer und Michael Kiesling / Phalanx Games)
6. Attika (Marcel-André Casasola Merkle / Hans im Glück)
7. Hansa (Michael Schacht / Abacus Spiele)
8. Maya (Bernd Eisenstein / Abacus Spiele)
- Bestes japanisches Spiel:

1. San Juan (Andreas Seyfarth / Alea, Möbius Games)
2. Cucco (Jun Kusaba / Japon Brand)
3. Monster Maker Revised
4. Gra-Gra Company (Susumu Kawasaki / Japon Brand)
5. Mickey & Friends Five Links
6. Pyramid Pyramid
7. Mattix
8. Dokodemo Doraemon
9. Dream Auction Game
- Bestes Kinderspiel:

1. Geistertreppe (Michelle Schanen / Drei Magier Spiele)
2. Meister Scheibenkleister (Heinz Meister / AMIGO)
3. Zauber Kreisel (Heinz Meister / Ravensburger)
4. Make ’n’ Break (Andrew Lawson und Jack Lawson / Ravensburger)
5. Eiertanz (Roberto Fraga / HABA)
6. Don't break the ice
7. Monte Rolla (Ulrike Gattermeyer-Kapp / Selecta)
8. Mare Polare (Roberto Fraga / Selecta)
9. Venga-Venga! (Arno Steinwender und Ronald Hofstätter / Selecta)

## 2003
- Bestes ausländisches Spiel für Anfänger:

1. Coloretto (Michael Schacht / Abacus Spiele)
2. Lupus in Tabula (Mucca Games Team / daVinci Editrice S.r.l.)
3. Der Palast von Alhambra (Dirk Henn / Queen Games)
- Bestes Spiel für Fortgeschrittene:

1. Edel, Stein & Reich (Reinhard Staupe / alea)
2. Amun-Re (Reiner Knizia / Hans im Glück)
3. Der Palast von Alhambra (Dirk Henn / Queen Games)
- Bestes japanisches Spiel:

1. Apples to Apples (Matthew Kirby und Mark Alan Osterhaus / Out of the Box Publishing/Beverly Enterprises Inc.)
2. Saga (Satoshi Nakamura / YUHODO)
3. Ovaltrick (Grapac Japan Inc.)
- Bestes Kinderspiel:

1. Viva Topo! (Manfred Ludwig / Selecta)
2. Mitternachtsparty (Wolfgang Kramer / AMIGO)
3. Rüsselbande (Alex Randolph / Drei Magier Spiele)

## 2002
- Bestes ausländisches Spiel für Anfänger:

1. Trans America (Franz-Benno Delonge / Winning Moves)
2. Alles im Eimer (Stefan Dorra / Kosmos)
3. Vabanque (Leo Colovini und Bruno Faidutti / Winning Moves)
- Bestes Spiel für Fortgeschrittene:

1. Puerto Rico (Andreas Seyfarth / alea)
2. Magellan (Tom Lehmann / Hans im Glück)
3. Müll & Money (Jürgen Strohm / Hans im Glück)
- Bestes japanisches Spiel:

1. Blokus (Bernard Tavitian / Beverly)
2. Word Basket
3. Die Siedler von Catan
- Bestes Kinderspiel:

1. Die Maulwurf-Company (Virginia Chaves und Bertram Kaes / Ravensburger)
2. Zapp Zerapp (Klaus Zoch und Heinz Meister / Zoch)
3. Hugo (Mitternachtsparty) (Wolfgang Kramer / Ravensburger)
- Beliebteste Spiele:

1. Die Siedler von Catan
2. 6 nimmt!
3. Puerto Rico
4. Acquire
5. Bluff / Liar's Dice und Blokus
7. Carcassonne
8. Cocco und Hachi Hachi
10. Monopoly

## Quelle
Die erste Fassung dieses Artikels wurde vom Startautor zuvor ähnlich in der Ludopedia veröffentlicht.